# Велика Брда
Велика Брда (словен. Velika Brda, итал. Berdo Grande) је насељено место у општини Постојна, Приморско-нотрањска регија, Словенија.

## Историја
До територијалне реорганизације у Словенији била су у саставу старе општине Постојна.

## Становништво
У попису становништва из 2011. године, Велика Брда је имала 43 становника.
| Број становника према пописима | Број становника према пописима | Број становника према пописима |
| ------------------------------ | ------------------------------ | ------------------------------ |
| 1991                           | 2002                           | 2011                           |
| 40                             | 38                             | 43                             |